# ریموند باس
ریموند باس (انگلیسی: Raymond Bass; ۱۵ ژانویهٔ ۱۹۱۰ – ۱۰ مارس ۱۹۹۷) ژیمناست هنری اهل ایالات متحده آمریکا بود.
از افتخارات وی میتوان به کسب مدال طلا طناب‌نوردی در بازی‌های المپیک تابستانی ۱۹۳۲ اشاره کرد.